# Кристоф II (маркграф Баден-Родемахерна)
Кристоф II Баден-Родемахернский (26 февраля 1537, Баден-Баден — 2 августа 1575, Родмак) — первый маркграф Баден-Родемахерна, младший сын маркграфа Баден-Бадена Бернхарда III и Франциски Люксембургской.

## Жизнь
Когда в 1556 году Кристоф II достиг совершеннолетия, он отказался от своего права на часть Баден-Бадена в пользу своего старшего брата Филиберта в обмен на ежегодное пособие в размере 4000 гульденов. Он также получил Родемахерн в качестве апанажа, что сделало его основателем Баден-Родемахернского дома.
Он начал путешествовать. С 1557 по 1561 год он находился в Нидерландах, где участвовал в походах испанской армии. Он отправился в Швецию в 1564 году, где женился на сестре шведского короля Эрика XIV. Затем он вернулся в Родемахерн, где построил себе дворец и вел праздную жизнь. В 1565 году он отправился в Лондон, где королева Елизавета I приняла, оказав все почести. Он много задолжал, и когда он попытался уехать в 1566 году, то обнаружил, что не может покинуть страну, пока королева не поручится за него. Также в 1566 году он унаследовал владения Юзельданж, Питтинген и Русси.
Он продолжал тратить слишком много денег, и его страна страдала от религиозных волнений. Его долги постоянно увеличивались. Он отправился в Швецию, где служил в армии и сражался против Дании. Его шурин, король Швеции Юхан III, подарил его остров Сааремаа.
После нескольких лет в Швеции он вернулся в Родемахерн, где и умер в 1575 году. Его наследником стал его сын Эдуард Фортунат, который в то время был ещё ребёнком.

## Семья и дети
11 ноября 1564 года Кристоф II женился на принцессе Сесилии Шведской (1540—1627), дочери короля Швеции Густава I Вазы и его второй жены Маргариты Лейонхувуд. У них было шесть сыновей:
- Эдуард Фортунат, маркграф Баден-Родемахерна (1565—1600)
- Кристофер Густав Баден-Родемахернский (1566—1609)
- Филипп III, маркграф Баден-Родемахерна (1567—1620)
- Карл Баден-Родемахернский (1569—1590)
- Бернард Баден-Родемахернский (1570—1571)
- Юхан Карл Баден-Родемахернский (1572—1599) из Госпитальеров